# Robert Savy
Pour les articles homonymes, voir Savy.
Robert Savy, né le 28 octobre 1931 à Limoges (Haute-Vienne), est un professeur de droit et un homme politique français, ancien député et ancien président du conseil régional du Limousin.

## Biographie

### Origines familiales et formation
Robert Savy est le fils de Jacques Savy, agriculteur, né en 1905 à Isle, décédé en 1998 à Limoges et d'Yvonne Picat, agricultrice, née en 1910 à Bosmie-l'Aiguille.
Il effectue ses études secondaires au Lycée Gay-Lussac à Limoges, passe en 1950 le baccalauréat philosophie et poursuit des études supérieures à la faculté de droit et de sciences économiques de Poitiers.

### Carrière professionnelle
Licencié en droit, il devient inspecteur des lois sociales en agriculture en 1954 en Charente puis en Haute-Vienne à partir de 1957. Docteur en droit en 1961, il est chargé de cours à la faculté de Poitiers pendant l'année universitaire 1965-1966. Reçu en 1966 à l'agrégation de droit public et de science politique, il est nommé la même année professeur de droit public à la faculté de droit de Limoges.
De 1968 à 1970, il exerce la charge de consultant du Bureau international du Travail. Doyen de la faculté de droit et des sciences économiques de l'université de Limoges de 1972 à 1977, il est l'un des meilleurs spécialistes du droit de l'urbanisme en France. Il siège au Comité consultatif des universités de 1973 à 1977.
Parallèlement à son engagement politique, Robert Savy continue d'occuper des postes dans la haute administration. Il entre en 1985 au Conseil d'État. Il est placé en juin 1988 en position de détachement à son élection à l'Assemblée nationale. Il est aujourd'hui conseiller d'État honoraire.
De 1992 à 1993, il remplit la charge de juge titulaire à la Haute Cour de Justice française.

### Engagement politique
Robert Savy devient premier secrétaire fédéral du Parti socialiste en Haute-Vienne en 1979.
D'abord vice-président en 1982, il devient à partir de 1986 président du conseil régional du Limousin, mandat qu’il conserve jusqu’en 2004, quand Jean-Paul Denanot lui succède.
Il est élu également au conseil municipal de Limoges jusqu'en 1994, dont il est le premier adjoint au maire Louis Longequeue de 1983 à 1988, et au conseil général de la Haute-Vienne de 1982 à 1988. Candidat à la succession de Louis Longequeue à la mairie de Limoges, la désignation interne au PS échoit non sans heurts à Alain Rodet.
Membre du comité directeur du Parti socialiste de 1977 à 1982, il est chargé de mission au cabinet du ministre du Ministère de l'Éducation nationale (France) Alain Savary de 1981 à 1983 ; il préside ensuite la commission nationale des conflits du Parti socialiste de 1984 à 1990.
En 1988, il est élu député de la première circonscription de la Haute-Vienne, mandat qu'il conservera jusqu'en 1993.

### Retrait de la politique
Retiré de la vie politique depuis 2004, il s'exprime de façon critique sur la réforme territoriale de 2014,. En novembre 2017, il plaide aux côtés de l'ancien élu haut-viennois Jean-Claude Peyronnet en faveur d'un statut de métropole pour l'agglomération de Limoges, et d'une fusion des trois départements de l'ancienne région pour contrebalancer le départ de nombreux services à Bordeaux et négocier une délégation de compétences économiques.
En 2016, il publie Le crépuscule des socialistes en Haute-Vienne, un ouvrage de 320 pages consacrées aux 45 dernières années du PS dans le département de la Haute-Vienne en forme de récit testamentaire, description impitoyable de décennies de déchirements internes sur fonds d’enjeux de pouvoir. L’auteur se défend cependant de régler désormais ses comptes. Et s’il prédit aujourd’hui la mort d’un PS embourbé dans un concert d’ambitions personnelles et de convictions enterrées, c’est, dit-il, pour mieux envisager l’émergence d’un nouveau mouvement progressiste.

## Décorations
- Commandeur de la Légion d'honneur (2000)[6].
- Grand officier de l'ordre national du Mérite